# Syven
Syven és un grup musical d'ambient / neofolk / metal de Riihimäki, Finlàndia, format el 2007. El grup va publicar el seu debut Aikaintaite amb Vendlus Records el 2011; el segon àlbum, Corpus Christi, s'espera per a finals de 2012. El grup musical Syven va ésser creat al juliol de 2007, després que el cantant Andy Koski-Semmens es va traslladar a Finlàndia i va decidir col·laborar amb el multiinstrumentista i compositor Aslak Tolonen, prèviament actiu en diversos grups, entre ells Nest. Mentre Tolonen composaba nou material, es va adonar que la seva musica havia esdevingut més fosca i pesada, en comparació amb l'últim treball de Nest, això el va empènyer a crear un altre grup. El 2010, Syven va publicar una demo, que va ser enviada a diverses discogràfiques, i va contribuir una cançó, "How fare the Gods?" a la compilació Whom the Moon a Nightsong Sings. L'any següent, el grup va firmar un contracte amb Vendlus Records i va publicar el seu àlbum debut, Aikaintaite, el 6 de desembre. El 8 de desembre, 2012, la primera actuació en viu de Syven és planejada a Brașov (Romania). La publicació del seu segon àlbum, Corpus Christi, es planeja per la mateixa data.

## Discografia
Àlbums
- Aikaintaite - 2011
- Corpus Christi - 2012

Compilacions
- Whom the Moon a Nightsong Sings - 2010

Demos
- Demo 2010 - 2010